# Candeias do Jamari
Candeias do Jamari è un comune del Brasile nello Stato di Rondônia, parte della mesoregione di Madeira-Guaporé e della microregione di Porto Velho.